# آدریانو فاچینی
آدریانو فاچینی (به پرتغالی: Adriano Facchini) دروازه‌بان اهل برزیل است که در شهر Xaxim و در تاریخ ۱۲ مارس ۱۹۸۳ به دنیا آمده‌است.
آدریانو فاچینی در تیم‌های فوتبال Portuguesa Santista سابقهٔ حضور دارد.